# Lonnie Frisbee
Lonnie Frisbee (Costa Mesa, Kalifornia, 1949. június 6. – Orange megye, Kalifornia, 1993. március 12.) hippipünkösdi evangelizátor az 1960-as évek végén és 1970-es évek elején Chuck Smithel együtt dolgozott a Calvary Chapel egyház létrejöttén, ő volt a Jézus-mozgalom kulcsfigurája, híressé válása következtében vált ismertté a Calvary Chapel név Amerika-szerte.

## A kezdetek
Az apja korán elhagyta családját és lelépett egy környékbeli nővel. A testvére állítása szerint Lonnie-t nyolcéves korában szexuálisan zaklatta egy bébiszitter.
Az anyja végül újraházasodott egy másik férfivel, de Lonnie nem tudott kijönni a mostohaapjával. Ezért elszökött otthonról, s még ugyanabban az évben barátjával beléptek a földalatti homoszexualitás színhelyeibe a Costa mesai Laguna Beachben.
Később kiemelkedő képességű bölcsészhallgatóvá vált a San Francisco Art Academynél. Kezdetben Lonnie UFO kultusszal és hipnózis gyakorolásával is foglalkozott. Amikor Chuck Smith pünkösdi misszionáriusai először találkoztak vele, azt mondták, hogy ő az, aki folyton Jézusról és repülő csészealjakról beszél.
Lonnie hamarosan otthagyta a művészakadémiát és pünkösdizmusra tért feleségével, Connie-val, majd egy pünkösdi lakó közösségbe költöztek a kaliforniai Novatóban.

## Jézus mozgalom és a Calvary Chapel
Lonnie és a felesége otthagyták az Acts House kommunát, hogy Dél-Kaliforniába menjenek. Chuck Smith időközben terveket szőtt, Costa Mesa központjába lévő iskolát szeretett volna kápolnává átépíteni. Majd megismerkedett Lonnie Frisbeevel. Lonnie hamarosan a legfontosabb lelkészek egyike, majd az egyház kulcsfigurája lett.
A Lonnie-Jézus image
Lonnie fésületlen megjelenése (hangulatilag hasonlított Jézusnak hosszú hajjal ábrázolt, törékeny, lágy portréira, művészeti ábrázolásaira) segítette az fiatal tömegek befolyásolásában.
Lonnie hitt abban, hogy az ifjúsági kultúra nagy szerepet fog játszani az Egyesült Államokban levő keresztény mozgalmakban. Idézte Joelt, a biblia prófétát is.
Smith 1968-ban elküldte Lonniet és Conniet a San Franciscóban lévő lakóközösségi házba, amelyet Családi Csodáknak (Miracles House-nak) neveztek. Ezt az év májusában hozták létre. A Lonnie házaspár odaköltözése után egy héten belül 35 új lakója lett. Lonnienak és Connienak John Higginsszel és a feleségével, Jackie-vel együtt kellett vezetniük a lakóközösséget.

### Lonnie és a Calvary Chapel ismertté válása
1971-ig a Jézus-mozgalom rendszeresen szerepelt az amerikai médiában, és jelentős például a Life Magazinban, Newsweekben és Rolling Stone Magazinban. Lonniet népszerűsége és a mozgalomban való fontossága miatt gyakran fényképezték és szívesen készítettek vele interjúkat a különféle magazinokban.
1971-ben Lonnie és Chuck Smith útjai szétváltak, miután az ideológiai különbségek túlságosan kiéleződtek. Smith antikarizmatikus nézetek felé orientálódott, ezért csökkentette egyháza pünkösdi-karizmatikus tanait, miközben fenntartotta, hogy a szeretet a Szentlélek legnagyobb megnyilatkozása, amíg Lonnie ragaszkodott a pünkösdi-karizmatikus tanokhoz, főleg a lelki ajándékokat hangsúlyozta fokozottabban. Lonnie bejelentette, elhagyja Kaliforniát és Floridába költözik.
Válás
1973-ban Lonnie és Connie elváltak. Connie később újraházasodott. Valamint ezt követően Lonnie elhagyta a szervezetet.
1980-ban John Wimber felkérte Lonnie-t, hogy menjen a Calvary Chapel mozgalom egy Yorba Linda lakóközösségbe és ott prédikáljon. Amikor Lonnie prédikált Wimber egyházának anyák napján, az emberek közül néhányan szokatlan élményekről számoltak be. Később többen élték meg úgy, mintha különféle betegségekből gyógyultak volna meg.
Ezután az alkalom után Frisbee és Wimber világkörüli útra indultak Dél-Afrikába és Európába. Ott azt állították, gyógyítani és csodákat tenni is képesek. Frisbeenek jelentős szerepe volt a „Signs and Wonders” teológia kialakulásában.

### Halála
Lonnie AIDS-szel fertőződött meg, majd 1993. március 12-én belehalt szövődményeibe.

## Lásd még
- Calvary Chapel
- Hippi
- Jézus-mozgalom
- Pünkösdi-karizmatikus mozgalom

## Fordítás
Ez a szócikk részben vagy egészben a Lonnie Frisbee című angol Wikipédia-szócikk ezen változatának fordításán alapul.  Az eredeti cikk szerkesztőit annak laptörténete sorolja fel. Ez a jelzés csupán a megfogalmazás eredetét és a szerzői jogokat jelzi, nem szolgál a cikkben szereplő információk forrásmegjelöléseként.

### Film: Frizbi: A hippi prédikátor élete és halála
Frisbee: The Life And Death Of a Hippie Preacher Frizbi By Dennis Harvey A Jester Media production. Produced, directed by David Di Sabatino. Camera (color, DV), Di Sabatino; editor, Ron Zauneker; music, Larry Norman; sound, Zauneker. Reviewed at Mill Valley Film Festival, Oct. 16, 2005.